# Torre Olevola
Torre Olevola è una torre costiera del Lazio che si trova nel comune di San Felice Circeo, in provincia di Latina.
La torre fa parte di un sistema difensivo progettato per la difesa dalle continue incursioni dei pirati, soprattutto i saraceni. La sua origine risulta essere più antica delle altre quattro torri, volute da papa Pio IV (torre Paola, torre Cervia, torre Fico, torre Moresca), ma costruite materialmente dai signori di Sermoneta e San Felice Circeo: la prima volta, infatti, che "turris Euole" viene citata in un documento storico è nel 1469. Troviamo inoltre una rappresentazione di questa torre in una mappa disegnata da Leonardo da Vinci raffigurante le zone sulle quali si doveva eseguire la bonifica al tempo di papa Leone X.
La torre venne poi riedificata nel 1703 su ordine di papa Clemente XI, e per questo è anche conosciuta come "torre clementina".
Nei pressi della torre è ubicata la stazione meteorologica di Capo Circeo, ufficialmente riconosciuta dall'Organizzazione Meteorologica Mondiale.
Il capitano Giulio Cesare Grillo la Torre, provveditore generale della Marina Pontificia, così descrive la sua posizione nel 1617 (quindi prima che venisse ricostruita):